# هم‌سرایان باخ بتلهم
هم‌سرایان باخ بتلهم (انگلیسی: Bach Choir of Bethlehem) قدیمی‌ترین گروه کر اجراکنندهٔ آثار یوهان سباستیان باخ در ایالات متحده آمریکا است که رسماً توسط «جان فریدریک وول» در سال ۱۸۹۸ بنیان‌گذاری شد، اگرچه سابقه آن به سال ۱۷۱۲ بر می‌گردد. این گروه کر تقریباً همزمان با فولاد بیتلهم تأسیس شد که برای اولین بار در سال ۱۸۹۹ آغاز به کار کرد. مقر اصلی این گروه هنری بتلهم، پنسیلوانیا است، اما اجراهای بین‌المللی متعددی داشته‌اند، از جمله در رویال آلبرت هال، کلیسای سنت توماس و رزیدنس مونیخ. در داخل خاک آمریکا نیز برنامه‌هایی در تالار کارنگی و مرکز هنرهای نمایشی جان اف کندی اجرا کرده‌اند و و میزبان طولانی‌ترین جشنواره باخ در جهان بوده‌اند.